# Andrea Bustelli
Andrea Bustelli (* 5. Oktober 1754 in Locarno; † 28. Dezember 1823 ebenda) war ein Schweizer Anwalt, Politiker, Tessiner Staatsrat und Landammann.

## Biografie
Andrea Bustelli war Sohn von Francesco und Caterina Caramora. Er heiratete Maria Maddalena Borrani. Er besuchte die Mittelschule in Lugano und Mailand; er setzte seine Studien an der Universität Freiburg im Breisgau fort, wo er seine Lizenz als Rechtsanwalt erhielt. Er gehörte zur Partei der Briganti und musste beim Ausbruch der Gegenrevolution vom April 1799 die Flucht ergreifen. Als Jurist war er in den letzten Jahren der helvetischen Herrschaft Leutnant des Landvogts in der Vogtei Locarno und während der Helvetischen Republik war er Richter im Obersten Helvetischen Gerichtshof des Kantons Lugano von 1798 bis 1802. 
Mit der Gründung des Kantons Tessin wurde er zum Abgeordneten des Grossen Rates von 1803 bis 1823 und zum Richter des Appellationsgerichts von 1805 bis 1813 gewählt; im Jahr 1807 war er Tagsatzungsgesandter in Zürich. Er war auch Gemeindepräsident von Locarno. 
Bustelli war eine einflussreiche und umstrittene Persönlichkeit, insbesondere während der Restaurationszeit, als er in den Staatsrat von 1815 bis 1823 gewählt wurde und von 1821 bis 1822 das Amt des Landammanns innehatte.